# Волошин Дмитро Вікторович
Воло́шин Дмитро́ Ві́кторович (28 січня 1999 — 19 березня 2022) — старший солдат Збройних Сил України, учасник російсько-української війни.

## Життєпис

### Біографія
Народився в місті Снігурівка, Миколаївської області,Україна, в сім'ї  Віктора Вікторовича Волошина та Галини Володимирівни Волошиної (Попелишко).
З 1 по 6 клас включно навчався в Снігурівській ЗОШ I—III ступенів №3. За час навчання в школі зарекомендував себе старанним, активним та комунікабельним учнем. Користувався авторитетом серед однокласників. Був лідером у дружньому спілкуванні. Брав активну участь у громадському житті класу.
З 7 до 9 класу навчався в Снігурівській ЗОШ I—III ступенів №1.
У 2016 році, разом з другом Євгеном Китовим, вступив до Снігурівського професійного ліцею № 34, який вони закінчили у 2017 році, за фахом: тракторист-машиніст сільськогосподарського виробництва категорія A1, водій автотранспортних засобів категорія C1; машиніст-оператор дощувальних машин та агрегатів ІІІ розряду.

### Військова служба
У 2019 році у віці 20 років був призваний на строкову службу, під час проходження якої прийняв рішення продовжити службу, таємно від батьків уклавши контракт із Збройними Силами України. Брав участь в ООС, а на початку повномасштабного вторгнення був задіяний в захисті кордонів Батьківщини, в складі 10 ОГШБр.
У ході російського вторгнення в Україну 2022 року, був вдалим навідником гармати Д-30 (122-мм гаубиця Д-30) першої батареї, брав участь у захисті Києва від наступу ворога.

### Загибель
Загинув 19 березня 2022 року в день окупації рідного міста Дмитра, де залишились його батьки. Отримав несумісні із життям травми в Київській області, під час виконання бойового завдання із забезпечення національної безпеки і стримування збройної російської агресії, у результаті артилерійського обстрілу з «Урагану». 
Мати Галина, про смерть молодшого сина дізналась, лише наприкінці квітня 2022 року, коли змогла втекти з окупації та дістатися Вінниці. Батько Віктор, отримав жахливу звістку, вже після деокупації Снігурівки, оскільки лишився там. Наразі батьки Дмитра Волошина досі живуть в хаті, де він виріс, відремонтувавши будинок після чисельних ушкоджень, завданих російськими агресорами.

## Нагороди та місце поховання
За особисту мужність, виявлену у захисті державного суверенітету та територіальної цілісності України, самовіддане виконання військового обов'язку, відзначений — нагороджений Указом Президента України від 2 червня 2022 року № 384, орденом «За мужність» ІІІ ступеню (посмертно), який отримала мати Галина Володимирівна Волошина.
Місце поховання: Нове кладовище № 3 (Алея Героїв), в місті Малин, Коростенського району, Житомирської області. 24 березня 2022 року із шаною та почестями побратими та командування провели Дмитра в його останню путь.